# 리투아니아의 행정 구역
다음은 리투아니아의 행정 구역에 관한 서술이다. 리투아니아는 10개 주(리투아니아어: apskritys, 단수형 apskritis)로 구성되어 있다. 이들 주는 60개 지방 자치체(리투아니아어: savivaldybės, 단수형 savivaldybė)로 나뉘는데 7개 도시, 43개 구, 10개 시로 구성되어 있다. 이들 주는 1994년에 신설되었으며 2000년에 약간 수정되었다.

## 같이 보기
- 리투아니아의 주
- 리투아니아의 지방 자치체